# Melanophryniscus orejasmirandai
Melanophryniscus orejasmirandai är en groddjursart som beskrevs av Carlos M. Prigioni och Jose Langone 1987. Melanophryniscus orejasmirandai ingår i släktet Melanophryniscus och familjen paddor. IUCN kategoriserar arten globalt som sårbar. Inga underarter finns listade i Catalogue of Life.